# Jaminia
Jaminia ist eine Gattung der Familie der Vielfraßschnecken (Enidae) aus der Unterordnung der Landlungenschnecken (Stylommatophora).

## Merkmale
Die zylindrisch-konischen Gehäuse sind linksgewunden; sie werden 7 bis 16 mm hoch und 2,5 bis 4,5 mm breit. Sie haben 7,5 bis 10 Windungen. Die Embryonal- und Juvenilwindungen sind an der Peripherie mäßig gewölbt, die späteren Windungen nur sehr schwach gewölbt. Die Nähte sind entsprechend im oberen Gehäuseteil mäßig tief, im unteren Teil sehr flach. Die embryonalen Windungen sind glatt, die postembryonalen Windungen sind ebenfalls glatt, jedoch mit einer feinen, schwachen Anwachsstreifung. Die Mündung ist etwas verzerrt U-förmig, der Mündungsrand nach außen gebogen und kallös verdickt. Die Mündung ist mit vier Zähnen bewehrt, zwei columellare Zähne, ein parietaler und ein palataler Zahn.
Im Geschlechtsapparat trennt sich der Samenleiter (Vas deferens) früh vom Eisamenleiter (Spermovidukt). Er ist dünn, leicht gefältelt und vergleichsweise kurz. Er mündet apikal in den sehr langen Epiphallus. Am Übergang Samenleiter/Epiphallus ist ein kurzer konischer Blindsack (Flagellum) ausgebildet. Der Epiphallus ist relativ dünn, lediglich in der unteren Hälfte einmal auf kurzer Erstreckung angeschwollen. Der eigentliche Penis ist sehr kurz, dafür ist der Penisappendix sehr lang, mit einem langen und dicken unteren Teil, einem kurzen Teil mit geringerer Dicke, einem sehr dünnen Mittelteil und einem keulenförmig verdickten Endteil. Im weiblichen Trakt des Genitalapparates ist der freie Eileiter sehr lang, die Vagina sehr kurz. Der Stiel der Spermathek ist ziemlich kurz, die kleine Blase kommt in Höhe der Prostata zu liegen. Kurz vor der Blase zweigt ein langes Divertikel ab.

## Geographische Verbreitung
Das Verbreitungsgebiet der Gattung reicht von Spanien im Westen bis zum Kaukasus im Osten. Im Norden reicht das Verbreitungsgebiet bis Frankreich, Luxemburg, Süddeutschland, Schweiz, Österreich, Polen, im Süden bis in den Nahen Osten.

## Taxonomie
Das Taxon wurde 1826 von Antoine Risso aufgestellt. Die Typusart ist Jaminia heterostropha Risso, 1826, ein jüngeres Synonym von Helix quadridens Müller, 1774. Jaminia ist die Typusgattung der Unterfamilie Jaminiinae Hesse, 1933, die aber heute als Synonym von Eninae Woodward, 1903 betrachtet wird.
- Jaminia Risso, 1826
  - Jaminia loewii (Philippi, 1844)
  - Vierzahn-Vielfraßschnecke (Jaminia quadridens (Müller, 1774))
  - Jaminia thiesseana (Westerlund & Blanc, 1879)

## Belege

### Online
- AnimalBase: Jaminia Risso, 1826